# Route magistrale 5 (Lituanie)
Pour les articles homonymes, voir A5 et Route A5.
La route A5 (Magistralinis kelias A5) est une route lituanienne reliant Kaunas à la frontière polonaise en direction de Augustów. Elle mesure 97,06 km.

## Tracé
- Kaunas
- Marijampolė